# Trauertauben

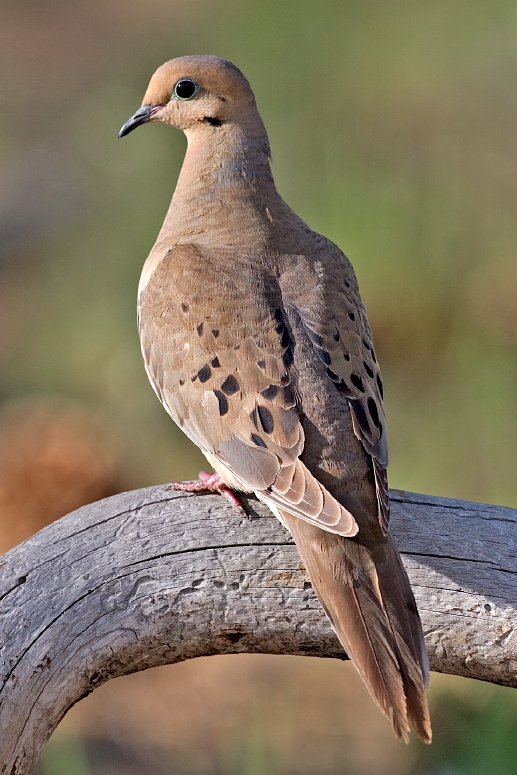
Carolinataube
(Zenaida macroura)

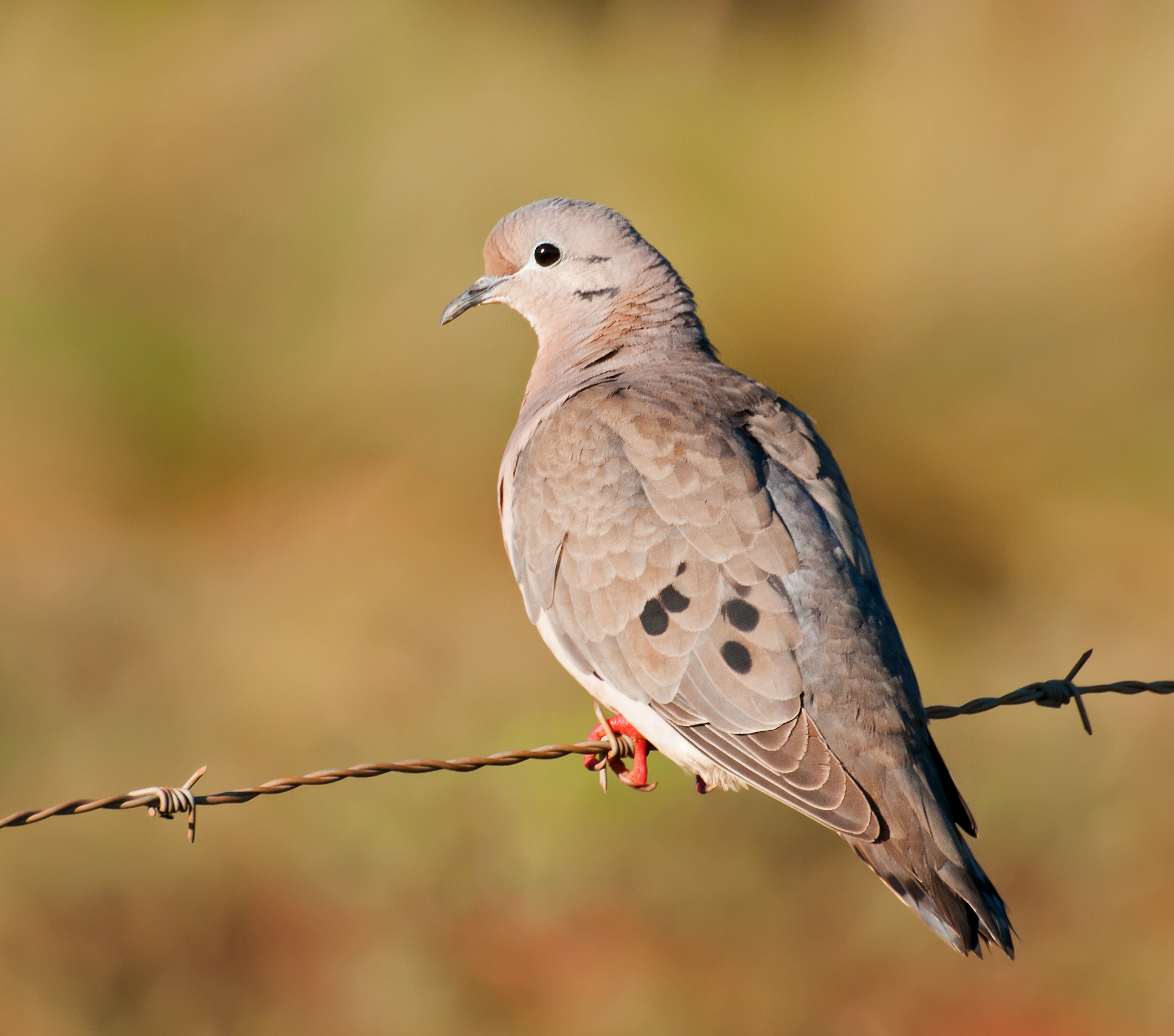
Ohrflecktaube
(Zenaida auriculata)

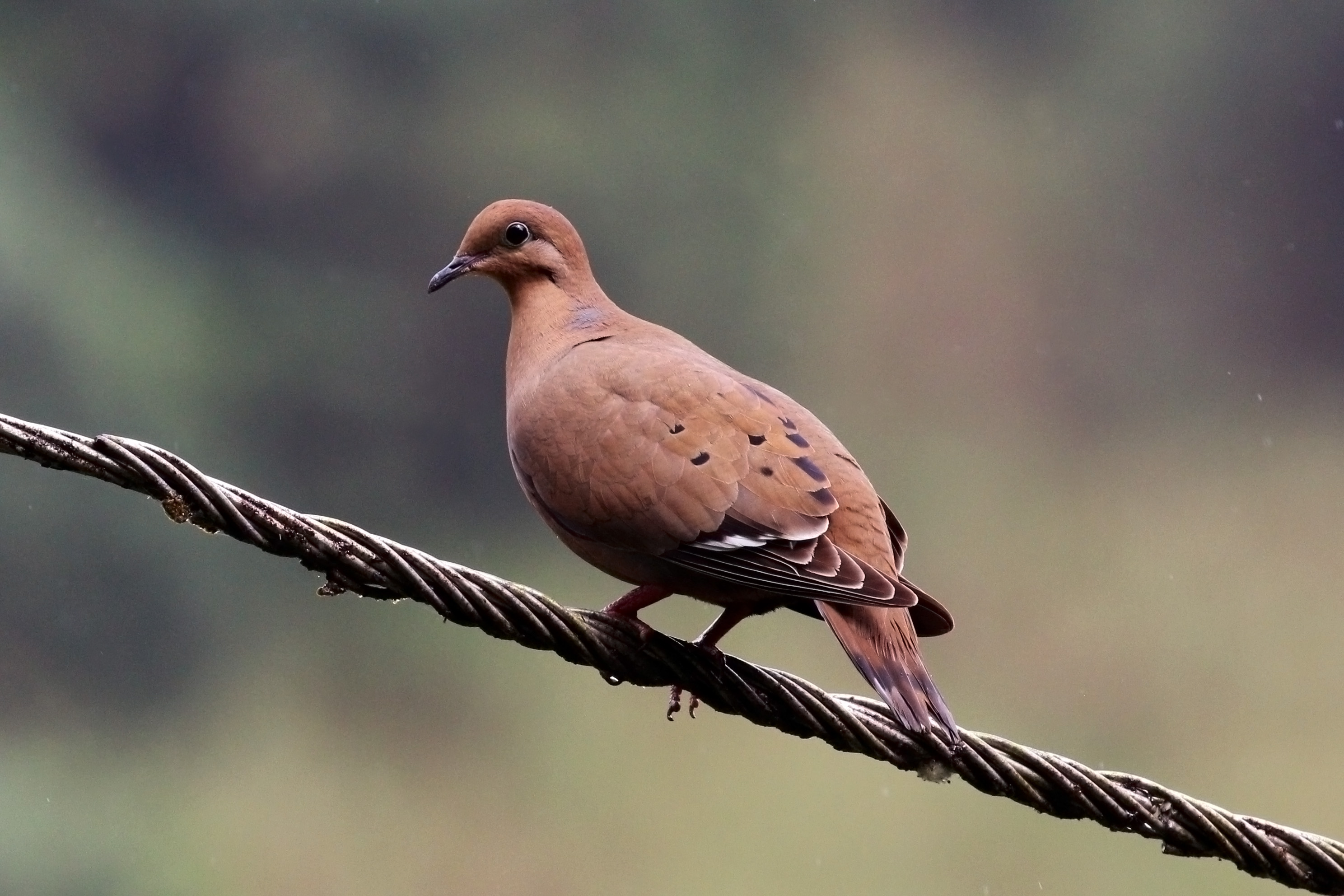
Küstentaube, Männchen
(Zenaida aurita)

Die Trauertauben (Zenaida) sind eine Gattung der Taubenvögel. Zu dieser Gattung werden sechs Arten gerechnet. Sie kommen in Nord- und Südamerika vor. Die Gattung wurde 1838 von Charles Lucien Bonaparte beschrieben, der ihr zu Ehren seiner Frau Zénaïde die wissenschaftliche Bezeichnung Zenaida verlieh.

## Erscheinungsbild
Trauertauben erreichen eine Körperlänge zwischen 26 und 30 Zentimetern. Die meisten Arten haben ein unauffälliges, häufig bräunliches Gefieder mit Grau- und Rosa-Schattierungen. Bei vielen Arten finden sich auf den Flügeln schwarze und weiße Flecken. Die größte Art ist die Küstentaube, die etwas größer wird als eine Lachtaube. Die Küstentaube weicht in der Anzahl der Schwanzfedern von den anderen Arten dieser Gattung ab. Sie hat nur zwölf Schwanzfedern, während für die übrigen Arten 14 Schwanzfedern charakteristisch sind. Die meisten Arten kommen nur zur Nahrungssuche auf den Boden. Abweichend davon ist die Galapagostaube, die sich tagsüber fast ausschließlich auf dem Boden aufhält. Sie zeigt insgesamt ein von Tauben sehr abweichendes Erscheinungsbild und erinnert eher an einen Star als an eine Taube.

## Verbreitung und Lebensraum
Das Verbreitungsgebiet der Trauertauben erstreckt sich von Nordamerika bis weit in den Süden von Südamerika. Am weitesten im Norden kommt die Carolinataube vor, deren nördliche Verbreitungsgrenze der Süden Kanadas ist. Die in freier Wildbahn ausgestorbene Socorrotaube kam auf einer Insel der Revillagigedo-Gruppe vor der pazifischen Küste Mexikos vor. Sie ist dort in den 1970er Jahren verschwunden, weil sie bejagt und von eingeführten Katzen und Ratten dezimiert wurde. Sie wird derzeit in menschlicher Obhut nachgezüchtet, mit dem Ziel, sie dort wieder anzusiedeln, sobald die Ursachen ihres Rückgangs beseitigt sind. Am weitesten südlich kommt die Ohrflecktaube vor, die unter anderem in Chile und Argentinien beheimatet ist.
Alle Arten sind Bewohner offener Landschaften. Bei den weiter nördlich und südlich lebenden Arten handelt es sich um Zugvögel.

## Verhalten
Das Nahrungsspektrum der Trauertauben umfasst Samen, Beeren, kleine Früchte und grüne Pflanzenteile. Tierische Nahrung in Form von Insekten und anderen kleinen Wirbellosen spielt nur eine nachgeordnete Rolle. Von der Galapagostaube abgesehen errichten Trauertauben ihre Nester auf Bäumen und Sträuchern. Das Gelege besteht aus zwei Eiern.

## Arten
Die folgenden Arten werden zu den Trauertauben gerechnet:
- Carolinataube (Zenaida macroura)
- Socorrotaube (Z. graysoni)
- Perutaube (Z. meloda)
- Ohrflecktaube (Z. auriculata)
- Küstentaube (Z. aurita)
- Weißflügeltaube (Z. asiatica)
- Galapagostaube (Z. galapagoensis)

## Systematik
Zusammen mit den Wandertauben (Ectopistes) und der inzwischen aufgelösten Gattung Zenaidura bildeten die Trauertauben früher die Gruppe der Amerikanischen Turteltauben. Die Perutaube galt lange Zeit als eine Unterart der Weißflügeltaube. Erst seit dem Jahre 2000 ist es wissenschaftlicher Konsens, dass ihr Artstatus zusteht.

## Belege